# Piana degli Albanesi
Piana degli Albanesi (em língua arbëreshë Hora e Arbëreshëvet) é uma comuna italiana da região da Sicília, província de Palermo, com cerca de 6.214 habitantes. Estende-se por uma área de 64 km², tendo uma densidade populacional de 97 hab/km². Faz divisa com Altofonte, Monreale, Santa Cristina Gela.
Em Piana degli Albanesi ainda é falada a língua arbëreshë, derivada do albanês.

## Demografia
| Variação demográfica do município entre 1861 e 2011                               |
|                                                                                   |
| Fonte: Istituto Nazionale di Statistica (ISTAT) - Elaboração gráfica da Wikipedia |